# Pablo Hodar
Bawlus b. Ilyās al-Haddār, "Pablo, hijo de Elías el Hodar", españolizado como Pablo Hodar, nombre con el que también firmaba, (Latakia, Siria, antigua Laodicea, entre mayo de 1723 y junio de 1724 - Coímbra, 2 de mayo de 1780), fue un arabista´y presbítero siromaronita que vivió en Roma, Nápoles, Caserta, Marsella, Madrid, Lisboa y Coímbra.

## Biografía
Nacido en Latakia de padres cristianos maronitas, recibió instrucción en Alepo y en el Monte Líbano, alcanzando desde muy joven habilidad más que mediana en los idiomas hebreo, caldeo, siriaco, árabe y turco. Entró en la Congregación de monjes Antonianos de San Isaías y fue ordenado sacerdote, tomando aparejado el cargo de Definidor por el arzobispo de Panias el 28 de mayo de 1748. Enfrentamientos y rivalidades dentro de su orden con el padre Thomas Hakim, conocido en Europa como Thomas Médici, impidieron su promoción y lo forzaron a emigrar a Roma en 1755 con el beneplácito del general de su orden Abraham Asaf, por orden del Patriarca de Antioquía Simón Evodio, acompañando a unos muchachos que venían a educarse en el Colegio Maronita de Roma; el propio Patriarca le concedió licencia para permanecer en Europa, vestir la sotana sacerdotal e ingresar en alguna orden religiosa si le convenía; le acompañaban además un presbítero de nombre Joseph y el seglar Elías Assemani, sobrino del conocido maronita Joseph Assemani, prefecto de la Biblioteca Vaticana. 
Llega a Roma en 1756 y obtuvo licencia para decir misa; intenta ingresar él y otros pocos antonianos en la Orden de San Agustín. Pasa en 1759 a Nápoles como catequista segundo de esclavos turcos en Caserta, y allí estuvo dos años, no sin problemas derivados de los celos de sus compañeros ante su mucho saber; así que decidió marcharse a Marsella como profesor de lenguas orientales, pero, una vez allí, el maronita Francisco Chudiak lo persuadió a que se viniera con él a Madrid a cobrar una deuda, y en 1761, después de haber pasado por Aviñón, Nîmes, Agde, Urgel, Lérida y Zaragoza, llegó a Madrid con Chudiak y se hospedó veinte días en casa de Juan Amón de San Juan, amigo y deudor de Chudiak y copista de manuscritos árabes en la Biblioteca Real de Madrid, pero mal conocedor del árabe clásico, a juicio del gran arabista José Antonio Conde; luego lo albergó el médico Mariano Pizzi, un amigo de Amón, a quien dio clases de árabe. Chudiak lo enredó en un asunto ilegal de cédulas para cobrar limosnas y Amón y Pizzi lo enredaron también en la falsificación de una patente y la copia de un tratado en árabe sobre las aguas de Salam-bir o Sacedón, que Pizzi y Amón intentaban hacer pasar como obra original de un autor árabe del siglo XI. Tres años estuvo Hodar en casa de Pizzi, en los cuales se ocupó en copiar el tratado apócrifo y en escribir dos obras, una sobre arte árabe y otra sobre las partículas de esta lengua, que Pizzi hizo pasar por suyas "sin que yo me quejara", declaró el mismo Hodar en su Autobiografía, escrita para la instrucción del sumario por la falsificación; le pidió además Pizzi que tradujera el tratado botánico de Ibn al-Bayțār, a lo cual ya se negó Hodar en redondo, a pesar de que Pizzi había pedido una subvención para hacerlo. 
Además tenía otros problemas: el vicario no reconocía sus papeles en España para permanecer en la diócesis ni lograba por esta circunstancia trabajo en la Biblioteca Real; hasta que se enteró del asunto el gran arabista maronita Miguel Casiri, también copista de árabe en la Biblioteca y muy influyente gracias a sus amigos ilustrados, pero contra quien le había indispuesto Amón; Casiri desenredó las intrigas de Amón, demostró a Hodar que no tenía nada que ver en sus problemas y se ofreció a protegerlo frente a Pizzi, Amón, el vicario, el obispo y los demás. En marzo de 1762 consiguió Casiri regularizar la situación de Hodar, después logró que cobrara ciertos atrasos y lo tomó como ayudante en sus trabajos como copista, catalogador y bibliotecario. Diez años, pues, pasó en Madrid Hodar ayudando a Casiri, no sin tener que luchar contra las intrigas de Amón, quien difundió insidias como que era clérigo apóstata y fugitivo, ayudado en ellas por Pizzi y Domingo Muscat, más conocido como Faustino Borbón; pero Casiri y sus protectores deshicieron todas esas artimañas y logró beneficios para su protegido y colaborador como conseguirle el cargo de escribiente de árabe en la Real Academia de la Historia en 1768 con doscientos ducados de sueldo. 
Sin embargo, el 25 de marzo de 1770 fue encarcelado junto con los otros implicados al estallar el escándalo de las falsificaciones promovidas por Francisco Chudiak, Mariano Pizzi y Juan Amón de San Juan, y el expediente se resolvió con un destierro de España. En Portugal fue protegido por el Provincial de la Orden Tercera de San Francisco, fray Manuel del Cenáculo, luego obispo de Beja y arzobispo de Évora, y a más distancia por el ilustradísimo marqués de Pombal, y enseñó árabe en el Monasterio de Alcobaça y después en el de Nuestra Señora de Jesús de Lisboa. Por fin, el 2 de enero de 1773 obtuvo la cátedra de lenguas orientales en la Universidad de Coímbra, que los pocos alumnos reducían prácticamente al hebreo, si bien los veranos seguía bajando al convento franciscano de Nuestra Señora de Jesús en Lisboa, ocasiones en que aprovechó para dar algunas lecciones al arabista franciscano José Antonio Banqueri durante la estancia de este en la capital portuguesa entre 1773 y 1775. De esta época portuguesa son unos diálogos y un catecismo en árabe y turco, algunas cartas y memoriales, e informes a la Academia de Ciencias de Lisboa.

## Obras
Hay una decena de manuscritos en la Biblioteca Nacional de Madrid, unas seis mil páginas, copiados por Hodar. Muchos de sus trabajos están subsumidos en su colaboración con el padre Miguel Casiri en la catalogación de los manuscritos árabes del Monasterio de San Lorenzo de El Escorial, el segundo volumen de la Biblioteca Arábico-Hispánica.
- Tratado de las aguas termales de Sacedón, 1761.
- Copia del manuscrito de El Escorial del Kitab al-Filaha, "Tratado de agricultura", de Ibn al-Awwam, 1762.
- Kitab tarif al-hukama